# Пекуровка
Пекуро́вка (укр. Пекурі́вка) — село в Городнянском районе Черниговской области (Украина). Административный центр и единственный населённый пункт Пекуровского сельского совета. Адрес Пекуровского сельского совета: 15162, Черниговская обл., Городнянский р-он, село Пекуровка, ул. Гагарина, 23 , тел. 3-77-33. В селе имеется четыре улицы: «Ленина» (укр. Леніна), «Гагарина» (укр. Гагаріна), «Набережная» (укр. Набережна), «Слободская» (укр. Слобідська). В селе имеется помощник Председателя Комитета Украинского «Национального комитета по борьбе с коррупцией».

## История

### VIII—XIII века
В Городнянском районе около сел Смычин, Пекуровка и Дибровное были найдены раннеславянские поселения первых веков н. э., северянское городище (VIII—IX вв.), курганный могильник и два поселения периода Киевской Руси (IX—XIII вв.).
- Поселение «Пекуровка-1» (2-1 тыс. годы до н.э., XI—XIII вв. н.э.) — (памятник 74-214-0291) 0,2 км западу от МТФ у западной околицы села Пекуровка.
- Поселение «Пекуровка-2» (X—XIII вв. н.э.) — (памятник 74-214-0292) в центре села Пекуровка.
- Поселение «Пекуровка-3» (2 тыс. до н.э., X—XIII вв. н.э.) — (памятник 74-214-0293) 0,2 км пн- сх от восточной околицы села Пекуровка.
- Поселение «Пекуровка-ферма» (II—I тыс. до н.э., X—XI вв.) — (памятник 74-214-0336).

### XVII век
Согласно имеющимся документам с. Пекуровка существовало ещё до 1648 года. В 1632 году Пекуровкой владел гетман Семён Перевязка, а после того, как он сбежал к полякам, селом владел его зять Политика (Полетика?), сотник Седневской сотни Черниговского полка, свойственник гетмана Демьяна Многогрешного.
C 1672 года село Пекуровка входило в Городнянскую сотню (существовала с 1672 до 1782 гг.) Черниговского полка Войска Запорожского и выполняло послушенство на ранг полковникам черниговским Войска Запорожского (то есть население села должно было выполнять известные повинности по отношению к полковнику Черниговского полка).

### XVIII век
В 1702 году полковник Черниговского полка (1672—1685), генеральный обозный (1685—1702) Василий Дунин-Борковский умер и оставил в наследство вдове и детям все свои владения, в том числе и с. Пекуровку, на что вдова Мария Степановна Шуба с двумя детьми Андреем и Михаилом получили гетманские универсалы на имения от 25 ноября 1704 года, 16 ноября 1706 г. и 20 февраля 1719 г. В частности, согласно этим документам среди других имений вдове с детьми передавалась «Пекуровка з руднею там же прилеглою» («Пекаровка съ руднею»), следовательно в те времена в Пекуровке выплавляли железо.
Оба сына полковника были бунчуковыми товарищами, так же как и их отец. Их отец прожил богатую событиями жизнь от польского шляхтича до генерального обозного, несколько раз ездил посланцем в Москву, в том числе с Мазепой, приумножил свои наследные владения, получая гетманские универсалы и царские грамоты на ранговые имения, поэтому наследство было очень большим по тем временам, в разных местностях. В частности, помимо прочих имений, в селе Пекуровка Андрею Васильевичу Дунину-Борковскому (сыну черниговского полковника) по наследству перешло 47 дворов, которые до полковництва его отца надлежали «на ранг» полковника, что было зафиксировано Генеральным следствием о маетностях (имениях) Черниговского полка в 1729 году. Кроме того, вторая жена Андрея Васильевича, дочь генерального обозного Катерина Яковлевна Лизогуб владела ещё 8 дворами в Пекуровке (кроме других владений). Согласно ревизии Черниговского полка 1732 года в селе Пекуровка («в деревне Пекаровце») был шинк, который принадлежал бунчуковому Семёну Лизогубу. Согласно полковым ревизиям Андрею Дунину-Борковскому помимо имений в других местностях принадлежало в селе Пекуровка в 1732 году 45 дворов (11 грунтовых, 21 малогрунтовых и 13 убогих), в 1739 году 38 дворов, в 1740 году — 32, в 1741 — 35. Предположительно, Андрей Дунин-Борковский умер в конце 1743 или начале 1744 года (его брат Михаил умер намного раньше — в 1727 году).
Старшему сыну Андрея, бунчуковому товарищу Василию Андреевичу Дунину-Борковскому (1725—1781) кроме владений в других имениях, в 1747 году в Пекуровке принадлежали кабак и 29 дворов (37 домов) посполитых людей (свободных людей, которым принадлежала земля и которые должны были отдавать послушенство), а его брату, тоже бунчуковому товарищу Якову Андреевичу Дунину-Борковскому в Пекуровке принадлежало 13 дворов посполитых и 14 дворов подсуседков (свободные люди, которые жили на земле хозяина и отдавали ему часть урожая или другие повинности), в 1755 — 25 дворов, в 1760 — 55 домов. Соответственно, уже в 1747 году в Пекуровке был кабак.
С тех пор и до советских времён сведений о селе Пекуровка в доступных источниках очень мало. Можно предположить, что как и на всей территории Украины, происходило постепенный выкуп земли у крестьян и закрепление крестьян за участками.

### XIX век
В 1852 году в Пекуровке отказались повиноваться крестьяне помещиков Берковских. Усмирять крестьян была направлена рота Черниговского ВГБ. Приказом № 221 от 2 декабря 1852 г. командир отдельного Корпуса внутренней стражи Николай Иванович Гартунг отметил штабс-капитана, командовавшего ротой, который «отличным своим усердием и благоразумной распорядительностью содействовал их приведению к повиновению».
На карте 1857 года указаны на краю Пекуровки производство сахара (на месте, где в советское время были колхозные коровники) и костопальня (рядом с лесом), соединённые дорогой.
В 1859 году село Пекуровка уже было владельческой деревней и в ней насчитывалось 109 дворов, в которых проживало 822 жителя, в том числе 396 мужчин и 426 женщин. В то время в селе работало два завода: свеклосахарный и кирпичный. В 1897 году (расположение села определялось относительно Санкт-Петербургского почтового тракта — по правую сторону от этого тракта по направлению от г. Городня в г. Чернигов; при безымянном ручье и колодцах) в деревне Пекуровка уже проживало 1526 жителей (750 мужчин и 776 женщин), из которых православными были 1511 человек.
Мужчины села, так же как и остальное мужское население Российской Империи, с 1874 года проходили обязательную срочную службу в армии (а также на флоте) и участвовали в военных действиях. Так, жители села участвовали в российско-турецкой войне 1877—1878 гг. В этой войне погиб один человек из Пекуровки: Рудка Нестор Павлович, служил в 17-м Архангелогородском пехотном полку, погиб в июле 1877 года.

### XX век

#### Советский период до Великой Отечественной войны
В 1923 году население села составляло 1916 человек, которые вели 339 хозяйств. В селе действовала 1 школа. В селе проживали представители разных религиозных конфессий. Например, в 1924 г. Пекуровская община евангельских христиан баптистов Тупичевского района насчитывала 27 человек (из них 15 мужчин в возрасте от 18 до 60 лет и 12 женщин в возрасте от 18 лет до 65 лет). На первое января 1926 года эта община уже насчитывала 78 человек, которые в первом квартале 1926 года на свои средства строили общую молельню.
В советские времена согласно Украинской «Национальной книге памяти жертв Голодомора 1932—1933 годов на Украине» количество установленных жертв составляет 73 человека. Уроженка села Пекуровка Билан Прасковия Ивановна проживала в селе с 1932 по 1945 годы и вспоминает, что в с. Пекуровка происходил активный процесс раскулачивания, изъятия скота и зерна. У людей не было работы, они собирали клевер, пекли его и ели. Однако в этих свидетельствах не хватает указания на период, о котором вспоминает очевидец, поэтому не ясно, о каком конкретно времени идёт речь, совпадает ли это время с периодом, который относят к периоду голодомора.
В 1935 году было введено в эксплуатацию здание, которое действовало и в 2011 году — использовалось как главный учебный корпус общеобразовательной школы (ул. Гагарина 21). (В 1960-е годы в школе училось до 300 учащихся одновременно.)

#### Великая Отечественная война
В конце августа 1941 года во время операции по ликвидации прорыва противника в районе Городни левый фланг 21-й армии в районе Пекуровки обеспечивал 15-й стрелковый корпус Юго-Западного фронта.
Многие уроженцы села воевали на фронтах Великой Отечественной войны. Многие были ранены, пропали без вести, погибли на фронтах и в плену. 189 уроженцев села внесены в Книгу Памяти Украины. Некоторые из них внесены не только в Книгу Памяти Чернигова и Черниговской области, но и в Книги Памяти других регионов и воинских частей Украины и стран бывшего СССР.
Среди погибших уроженцев села были офицеры Красной Армии:
- младший лейтенант Ходыко Николай Трофимович (1918-31.07.1942) — будучи командиром взвода Отдельной роты ПТР 50-й Отдельной стрелковой бригады 1-й ударной армии, был ранен в бою 5 апреля 1942 года в районе деревни Борисовка Ст Русского района Ленинградской области; вылечился в госпитале и продолжил службу на фронте; в должности зам.командира роты ПТР 399-го стрелкового полка 111 стрелковой дивизии был убит 31 июля 1942 года у деревни Ново-Семёновская Ржевского района Калининской области[28];
- лейтенант Ларченко Григорий Александрович (1922 — 10 или 11.01.1944) — будучи командиром стрелкового взвода 2-й стрелковой роты 793-го стрелкового полка 213-й стрелковой дивизии, был убит в бою в районе с. Шпаково Ново-Миргородского района Кировоградской области[28].

Среди незаконно репрессированных в период советской власти тоже есть уроженцы села Пекуровка. Так, Семеняко Лев Степанович (род.в 1882 г. — дата смерти неизвестна) был приговорён в 1943 году к 5 годам исправительно-трудовых лагерей по статье 58-10 УК РСФСР, а в 1990 году был реабилитирован — определением судебной коллегии по уголовным делам Верховного суда РСФСР дело прекращено за отсутствием состава преступления — занесён в Книгу памяти Хабаровского края.

#### Послевоенное время
В советское время на территории Пекуровского сельского совета действовал колхоз «Заря».
В 1970-80 годах при школе были построены и введены в эксплуатацию следующие объекты недвижимости, которые продолжали эксплуатироваться и в XXI веке (по состоянию на 21 июня 2011 года): в 1971 году хозяйственный сарай, в 1973 году здание учебных мастерских, в 1976 году котельная и теплотрасса, а в 1985 году — дымовая труба.
В 1974 году в центре села построен Памятник землякам, погибшим в Великой Отечественной войне. Там расположен Памятный знак 124 воинам-односельчанам, погибшим в годы Великой Отечественной войны 1941—1945 гг. (Памятник 74-214-0004).
В 1980-х годах в селе работал магазин, клуб, школа.

## Население
На 1 января 2008 года село состояло из 275 дворов, а население села составляло 476 человек, из них 192 трудоспособного возраста, 13 детей дошкольного и 37 детей школьного возраста, 62 человека составляла молодёжь до 28 лет, 159 пенсионеров, 4 участника боевых действий, 2 инвалида войны, 56 участников Великой Отечественной войны, 2 солдатские вдовы и 2 участников ликвидации аварии на Чернобыльской АЭС.
В конце 2010-х годов в селе действовала общеобразовательная школа I—II ступеней, в которой по состоянию на 1 января 2008 года обучалось 37 учеников и работало 10 учителей.
По состоянию на 1 января 2008 года в селе действовал фельдшерско-акушерский пункт.

### Численность населения
| Год                     | 1859 | 1897 | 1923 | 2001 | 2005 | 2006 | 2007 |
| ----------------------- | ---- | ---- | ---- | ---- | ---- | ---- | ---- |
| Численность всего, чел. | 822  | 1526 | 1916 | 567  | 508  | 494  | 476  |
| - мужчин всего, чел.    | 396  | 750  |      |      |      |      |      |
| - женщин всего, чел.    | 426  | 776  |      |      |      |      |      |

### Культура и традиции
По состоянию на 1 января 2008 года в селе действовали следующие заведения культуры: сельский клуб на 200 мест и сельская библиотека.
В центре села установлен обелиск погибшим односельчанам, рядом с которым находится Вечный огонь.

### Известные уроженцы
- В селе Пекуровка родился и окончил школу Оглобля Владимир Иванович, кандидат физико-математических наук, доцент кафедры физики металлов Киевского государственного университета имени Тараса Шевченко.[34]

## Экономика
Общая площадь угодий Пекуровского сельского совета составляет 2113,8 гектаров. Из них:
- сельскохозяйственных угодий — 1602,2 га,
- приусадебных участков — 68,75 га,
- для ведения личного крестьянского хозяйства — 259,43 га,
- земли резерва — 175 га,
- земли запаса — 331,19 га.[31]

На территории села располагаются два сельскохозяйственных производственных кооператива: «Зоря» (укр. Зоря и «Надия» (укр. Надія.
Кооперативы выпускают следующую сельскохозяйственную продукцию: зерно (овёс озимый, рожь озимая, гречиха), зернобобовые, пшеница (пшеница твердая озимая), крупный рогатый скот, соломка льна, льнотреста, семена льна, лён-долгунец, картофель, корнеплоды кормовые, смеси для кормления скота, смеси для кормления прочих животных, молоко, а также свиньи, сено.
По состоянию на 1 января 2008 г. в селе действовали три стационарных пункта приёма молока (два от «Городнянского маслозавода» и один от Бобровицкого молокозавода.
В селе действует отделение почтовой связи.
В 2004 году в селе открылся цех птицефабрики ТОВ «Торговий Дім „Ратібор“» С 2008 года птицепредприятие является спонсором ФК «Ратібор», костяк которого состоит из игроков Городнянского районного отдела внутренних дел и который играет в чемпионате Городнянского района по футболу.
В 2007 году в селе открылся магазин «Сільпо»

## География
Село расположено в 9 км на юг от райцентра города Городня, с которым соединяется автомобильной дорогой. Автомобильная дорога Т-2512 непосредственно проходит через село, а одна из улиц села, пересекающая эту дорогу почти доходит до автомобильной дороги Р-13. Ближайшая железнодорожная станция — Вокзал-Городня (линия Гомель-Бахмач), расположена в 12,4 км.
Через село протекает безымянный ручей, на котором имеется пруд.

### Расстояния до населённых пунктов
Ближайшие населённые пункты:
- Политрудня — 2,8 км
- Дибровное — 5,1 км
- Столповка — 5,4 км
- Горошковка — 6,2 км
- Пивневщина — 6,2 км
- Великий Листвен — 6,3 км
- Смычин — 7,3 км
- Хриповка — 7,3 км

Ближайшие крупные города:
- Чернигов — 40 км
- Гомель — 79 км
- Киев — 166 км

### Транспортное сообщение
Из Киева в Городню ездит междугородный автобус рейса «0230 Киев-Дарница — Городня», который проезжает по дороге Т-2512 через Пекуровку.